# Todd Lowe
Todd Lowe (né le 10 mai 1977 à Humble, Texas) est un acteur américain. Il est surtout connu pour son rôle de Zach Van Gerbig, le mari de Lane Kim dans la série télévisée Gilmore Girls. Il interprète également Terry Bellefleur, un vétéran de la guerre en Irak, dans la série True Blood.
En plus de la télévision et du cinéma, Todd également joué dans une vingtaine de productions théâtrales et a travaillé sur plusieurs pièces de théâtre écrites par le dramaturge Justin Tanner.
Todd Lowe est aussi chanteur et guitariste des Pilbilly Knights un groupe de rock-country basé à Los Angeles. En janvier 2007, le groupe a sorti un disque, California Night Club.
Lowe est diplômé de l'Université du Texas à Austin (Texas) et a obtenu un baccalauréat en Beaux-Arts en 1999. Alors qu'il recherchait un emploi en tant qu'acteur, Todd Lowe était un enseignant suppléant

## Filmographie

### Cinéma

#### Court métrage
- 2009 : O2 de Tim Hyten : Trevor

#### Longs métrages
- 1999 : A Texas Funeral : Skinny Private
- 1999 : Natural Selection de Mark Lambert Bristol : Jimmie Dickenson
- 2000 : Où le cœur nous mène (Where the Heart Is) de Matt Williams : Troy
- 2001 : Princesse malgré elle (The Princess Diaries) de Garry Marshall : Lana's Date Eric
- 2003 : My Dinner with Jimi : John Lodge
- 2007 : Redline : Nick
- 2011 : The Remains : John
- 2014 : Sequoia d'Andy Landen : Oscar MacGrady
- 2014 : 50 to 1 : Kelly

### Télévision

#### Téléfilm
- 2000 : American 70's - Ces années-là (The '70s) : homme avec un drapeau
- 2003 : Trash : Billy
- 2004 : Silver Lake : Grant
- 2014 : Natasha Mail Order Bride Escape to America : Keith

#### Séries télévisées
- 1997 - 1999 : Walker, Texas Ranger :
  - (saison 5, épisode 24 : Le Successeur, partie 1) : Jackie Perralta, la victime de Barkley
  - (saison 7, épisode 12 : L'Arme du crime) : Zack Conlon
- 2002 - 2007 : Gilmore Girls (42 épisodes) : Zach Van Gerbig
- 2006 : FBI : Portés disparus (Without a Trace) (saison 5, épisode 10 : L'Espoir) : Ryan Leonard
- 2008 - 2013 : True Blood (65 épisodes) : Terry Bellefleur
- 2009 : NCIS : Enquêtes spéciales (NCIS) : Agent du NCIS Chad Dunham
  - (saison 7, épisode 01 : Vengeance)
  - (saison 7, épisode 04 : Le Prix de la loyauté)
  - (saison 7, épisode 07 : Les Frontières de notre destin)
- 2009 - 2013 : Ave 43 (28 épisodes) : Randy
- 2011 : Les Experts : Miami (CSI: Miami) (saison 9, épisode 12 : Comme sur des roulettes) : Jake McGrath
- 2012 : Bunheads (saison 1, épisode 07 : Débordements en série) : Davis
- 2013 : Studio 3 Hollywood Up Close (saison 1, épisode 02 : The Oscars) : Guest
- 2016 : Gilmore Girls : Une nouvelle année : Zach Van Gerbig

### Jeu vidéo
- 1998 : Turok 2: Seeds of Evil : voix additionnelles